# Angres
Angres és un municipi francès situat al departament del Pas de Calais i a la regió dels Alts de França. L'any 2007 tenia 4.054 habitants.

## Demografia

### Població
El 2007 la població de fet d'Angres era de 4.054 persones. Hi havia 1.629 famílies de les quals 450 eren unipersonals (118 homes vivint sols i 332 dones vivint soles), 482 parelles sense fills, 547 parelles amb fills i 150 famílies monoparentals amb fills.
La població ha evolucionat segons el següent gràfic:
Habitants censats

### Habitatges
El 2007 hi havia 1.729 habitatges, 1.660 eren l'habitatge principal de la família, 5 eren segones residències i 65 estaven desocupats. 1.684 eren cases i 41 eren apartaments. Dels 1.660 habitatges principals, 937 estaven ocupats pels seus propietaris, 651 estaven llogats i ocupats pels llogaters i 71 estaven cedits a títol gratuït; 2 tenien una cambra, 22 en tenien dues, 215 en tenien tres, 438 en tenien quatre i 983 en tenien cinc o més. 1.332 habitatges disposaven pel capbaix d'una plaça de pàrquing. A 751 habitatges hi havia un automòbil i a 586 n'hi havia dos o més.

### Piràmide de població
La piràmide de població per edats i sexe el 2009 era:
| Homes | Edats   | Dones |
| ----- | ------- | ----- |
| 0     | 95 o +  | 0     |
| 0     | 90 a 94 | 4     |
| 20    | 85 a 89 | 32    |
| 20    | 80 a 84 | 36    |
| 60    | 75 a 79 | 96    |
| 112   | 70 a 74 | 160   |
| 104   | 65 a 69 | 132   |
| 132   | 60 a 64 | 116   |
| 80    | 55 a 59 | 116   |
| 120   | 50 a 54 | 124   |
| 148   | 45 a 49 | 152   |
| 148   | 40 a 44 | 160   |
| 152   | 35 a 39 | 188   |
| 180   | 30 a 34 | 136   |
| 132   | 25 a 29 | 132   |
| 100   | 20 a 24 | 116   |
| 152   | 15 a 19 | 168   |
| 172   | 10 a 14 | 172   |
| 140   | 5 a 9   | 128   |
| 124   | 0 a 4   | 132   |

## Economia
El 2007 la població en edat de treballar era de 2.533 persones, 1.654 eren actives i 879 eren inactives. De les 1.654 persones actives 1.435 estaven ocupades (795 homes i 640 dones) i 217 estaven aturades (115 homes i 102 dones). De les 879 persones inactives 247 estaven jubilades, 293 estaven estudiant i 339 estaven classificades com a «altres inactius».

### Ingressos
El 2009 a Angres hi havia 1.624 unitats fiscals que integraven 4.001,5 persones, la mediana anual d'ingressos fiscals per persona era de 16.058 €.

### Activitats econòmiques
Dels 89 establiments que hi havia el 2007, 4 eren d'empreses alimentàries, 1 d'una empresa de fabricació de material elèctric, 1 d'una empresa de fabricació d'altres productes industrials, 7 d'empreses de construcció, 21 d'empreses de comerç i reparació d'automòbils, 4 d'empreses de transport, 9 d'empreses d'hostatgeria i restauració, 5 d'empreses d'informació i comunicació, 4 d'empreses financeres, 6 d'empreses immobiliàries, 8 d'empreses de serveis, 16 d'entitats de l'administració pública i 3 d'empreses classificades com a «altres activitats de serveis».
Dels 24 establiments de servei als particulars que hi havia el 2009, 1 era una oficina de correu, 1 una oficina bancària, 1 funerària, 3 tallers de reparació d'automòbils i de material agrícola, 1 autoescola, 1 paleta, 5 lampisteries, 2 electricistes, 1 empresa de construcció, 3 perruqueries, 3 restaurants i 2 agències immobiliàries.
Dels 12 establiments comercials que hi havia el 2009, 2 eren supermercats, 1 un supermercat, 2 fleques, 2 carnisseries, 1 una peixateria, 1 una llibreria, 1 una botiga d'electrodomèstics i 2 floristeries.
L'any 2000 a Angres hi havia 4 explotacions agrícoles.

## Equipaments sanitaris i escolars
El 2009 hi havia 1 centre de salut i 2 farmàcies.
El 2009 hi havia 1 escola maternal i 1 escola elemental. Angres disposava d'un col·legi d'educació secundària amb 449 alumnes.

## Poblacions més properes
El següent diagrama mostra les poblacions més properes.